# Wilfred Hudson Osgood
Wilfred Hudson Osgood (8 de desembre de 1875, Rochester, Nou Hampshire - 20 de juny de 1947, Chicago, Illinois) va ser un zoòleg estatunidenc.

## Biografia
Osgood era el fill major d'una família de rellotgers. L'any 1888 es va traslladar amb la seva família a Califòrnia i va estudiar a Santa Clara i San José. Es va incorporar a les activitats del Cooper Ornithological Club i va conèixer a Chester H. Barlow i Rollo Beck. Va ser professor en una escola d'Arizona durant un any i després es va traslladar a la recentment creada Universitat Stanford, on va arribar a conèixer a Charles H. Gilbert i David Starr Jordan. Es va unir al personal del Bureau of Economic Ornithology and Mammalogy, del Departament d'Agricultura dels Estats Units a l'edat de 22 anys. Aquest grup més tard es va convertir en el Bureau of Biological Survey amb Clinton Hart Merriam.
Des de 1900 fins a 1909 va ser secretari de la Biological Society of Washington, membre del consell de la Chicago Zoological Society i membre de la Societat Zoològica de Londres i de la British Ornithologists' Union. De 1924 a 1926 va ser president de la American Society of Mammalogists.

## Obra
- Revision of pocket mice of the genus Perognathus (1900)
- Revision of mice of American genus Peromyscus (1909)
- Biological investigations Alaska and Yukon (1909)
- Fur Seals of Pribilof Islands (1915) amb un altre autor
- Monographic study of Cændlestes (1921)
- Mammals of Asiatic Expeditions (1932)
- Artist and naturalist in Ethiopia (1936) amb un altre autor
- Mammals of Chile (1943)
- Clinton Hart Merriam 1855-1942 (1943)
- Cricetine rodents allied to Phyllotis (1947)

## Honors

### Epònims
- Tinamus osgoodi
- Rattus osgoodi
- Monodelphis osgoodi
- Altiphrynoides osgoodi
- Rhinolophus osgoodi
- Osgoodomys banderanus
- Phyllotis osgoodi